# Londonderry and Lough Swilly Railway
Londonderry and Lough Swilly Railway Company (сокр. L&LSR и Swilly) — ирландская компания, основанная в июне 1853 года и предоставляющая услуги общественного и грузового транспорта. Несмотря на своё название, услуг железнодорожных перевозок не оказывает. Первоначально она управляла одноимённой сетью железной дорогой, полностью закрытой в 1953 году. Её преемник, Lough Swilly Bus Company, обеспечивает автобусные перевозки на большей части бывшего железнодорожного маршрута между Дерри и севером графства Донегал, а также по части графства Лондондерри.

## История
Строительство линии между Дерри и Фарленд Пойнт было запланировано при подаче заявки о регистрации компании, как Lough Foyle and Lough Swilly Railway Company, в 1852 году, после того как было отклонено предложение о строительстве канала между Лох-Фойл и Лох-Суилли. Движение на ней было открыто спустя 10 лет после основания компании, 31 декабря 1863 года, с использованием колеи равной 1600 мм. В 1864 году была добавлена линия от Тубан Джанкшен до Банкраны и в 1866 была закрыта большая часть ветки на Фарленд Пойнт.
В 1883 году открылась для движения трёхфутовая (колея 914 мм) железнодорожная линия, связавшая Леттеркенни с Каттиманхилл, которая была соединена L&LSR со своей линией участком от Тубан Джанкшен по бывшей ветке на Фарленд Пойнт. Компания L&LSR обеспечивала работу железной дороги Леттеркенни и в 1885 году перешила колею на своей основной линии с 1600 мм на 914 мм, для движения по обеим линиям от Дерри. В 1887 году собственность на железную дорогу Леттеркенни перешла к Irish Board of Works, который продлил соглашение с L&LSR об обеспечении работы этой дороги.
Карндона был соединён с железной дорогой в 1901 году и Бёртонпорт — в 1903 году. Эти участки строились совместно с правительством Великобритании, собственность на них и обязательства были разделены между обеими сторонами. В этот период компания не получала прибыль и изо всех сил старалась прокрыть долги.

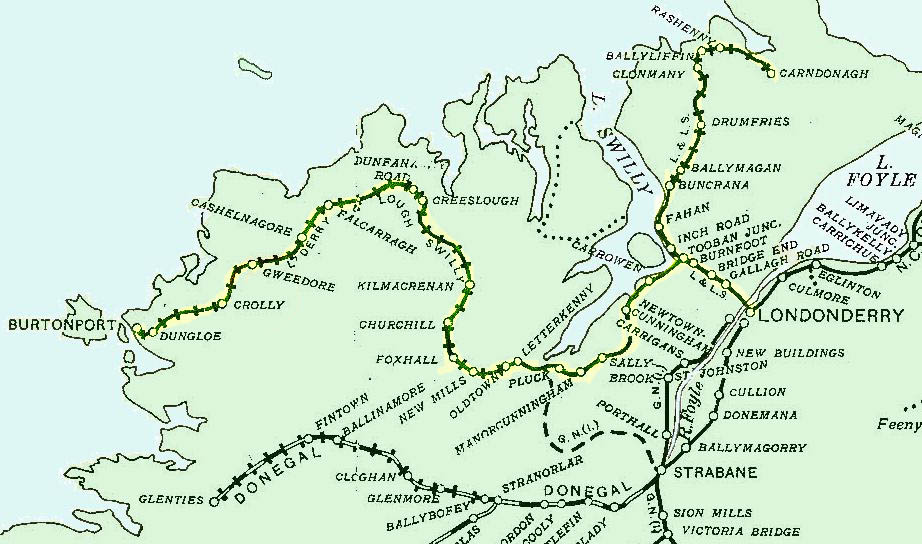
Дорога в 1906 году

### Локомотивы
| Номер          | Имя         | Год постройки | Производство              | Конфигурация | Примечание |
| -------------- | ----------- | ------------- | ------------------------- | ------------ | --- |
| L&LSR No. 1    | J T Macky   | 1882          | Black, Hawthorn & Co      | 0-3-1T       | порезан в металлолом в 1911 году                                                                                            |
| L&LSR No. 2    | Londonderry | 1883          | Black, Hawthorn & Co      | 0-3-1T       | порезан на металлолом в 1912 году                                                                                           |
| L&LSR No. 3    | Donegal     | 1883          | Black, Hawthorn & Co      | 0-3-1T       | порезан на металлолом в 1913 году                                                                                           |
| L&LSR No. 4    | Innishowen  | 1885          | Black, Hawthorn & Co      | 0-3-1T       | порезан на металлолом в 1940 году                                                                                           |
| L&LSR No. 5(A) |             | 1873          | Robert Stephenson & Co    | 1-2-0T       | локомотив принадлежавший Glenariff Iron Ore and Harbour Company, выкупленный в 1884 году; порезан на металлолом в 1899 году |
| L&LSR No. 6(A) |             | 1873          | Robert Stephenson & Co    | 2-4-0T       | локомотив принадлежавший Glenariff Iron Ore and Harbour Company, выкупленный в 1884 году; порезан на металлолом в 1904 году |
| L&LSR No. 5    |             | 1899          | Hudswell Clarke           | 2-3-1T       | порезан на металлолом в 1954 году                                                                                           |
| L&LSR No. 6    |             | 1899          | Hudswell Clarke           | 2-3-1T       | порезан на металлолом в 1954 году                                                                                           |
| L&LSR No. 7    | Edward VII  | 1901          | Hudswell Clarke           | 2-3-1T       | порезан на металлолом в 1940 году                                                                                           |
| L&LSR No. 8    |             | 1901          | Hudswell Clarke           | 2-3-1T       | порезан на металлолом в 1954 году                                                                                           |
| L&BER No. 1    |             | 1902          | Andrew Barclay & Sons Co. | 2-3-0T       | порезан на металлолом в 1954 году                                                                                           |
| L&BER No. 2    |             | 1902          | Andrew Barclay & Sons Co. | 2-3-0T       | порезан на металлолом в 1940 году                                                                                           |
| L&BER No. 3    |             | 1902          | Andrew Barclay & Sons Co. | 2-3-0T       | порезан на металлолом в 1954 году                                                                                           |
| L&BER No. 4    |             | 1902          | Andrew Barclay & Sons Co. | 2-3-0T       | порезан на металлолом в 1953 году                                                                                           |
| L&LSR No. 9    | Aberfoyle   | 1904          | Kerr Stuart               | 2-3-1T       | порезан на металлолом в 1928 году                                                                                           |
| L&LSR No. 10   | Richmond    | 1904          | Kerr Stuart               | 2-3-1T       | порезан на металлолом в 1954 году                                                                                           |
| L&LSR No. 11   |             | 1905          | Hudswell Clarke           | 2-4-0        | порезан на металлолом в 1933 году                                                                                           |
| L&LSR No. 12   |             | 1905          | Hudswell Clarke           | 2-4-0        | порезан на металлолом в 1954 году                                                                                           |
| L&LSR No. 13   |             | 1910          | Hawthorn, Leslie & Co     | 2-3-1T       | порезан на металлолом в 1940 году                                                                                           |
| L&LSR No. 14   |             | 1910          | Hawthorn, Leslie & Co     | 2-3-1T       | порезан на металлолом в 1943 году                                                                                           |
| L&BER No. 5    |             | 1912          | Hudswell Clarke           | 2-4-2T       | порезан на металлолом в 1954 году                                                                                           |
| L&BER No. 6    |             | 1912          | Hudswell Clarke           | 2-4-2T       | порезан на металлолом в 1954 году                                                                                           |